# Eugenio Vitaller
Eugenio Vitaller Linares (Saragozza, 26 dicembre 1958) è un ex calciatore spagnolo, di ruolo portiere.

## Palmarès

### Giocatore

#### Competizioni nazionali
- Coppa di Spagna: 1

Real Saragozza: 1985-1986